# Valeria de Limoges
Valeria de Limoges (Valeria en latín) es una santa católica conocida por protagonizar una cefaloforía, esto es, por portar su propia cabeza después de haber sido decapitada. Vivió en Augustoritum, actual villa de Limoges, alrededor del siglo III. Por palabra de San Marcial se convirtió al cristianismo y es venerada hoy como mujer santa, especialmente en Limoges y la comuna Chambon-sur-Voueize.
Según la leyenda que cuenta san Marcial en su obra Vita prolixior, Valeria era la hija del gobernador de Limoges. Entregada en matrimonio con un alto funcionario romano, se negaba a casarse con un pagano, por lo que su prometido la hace decapitar. Entonces un milagro acontece, el verdugo es fulminado por un rayo y Valeria recoge su cabeza y echa a andar hasta alcanzar el monte Saint-Étienne, adonde encuentra a San Marcial en una misa. El santo eleva una plegaria por su alma, que encomienda a la paz de Dios. De acuerdo a la leyenda, la capilla dedicada a Santa-Valeria, situada en el transepto norte de la catedral de Limoges, está construida sobre el lugar del reencuentro con Marcial. Luego el funcionario romano y prometido de la virgen se convirtió al cristianismo y acogió el nombre de duque Étienne. Un retablo del siglo XVII atribuido a un tal Claude François, también conocido como “Hermano Lucas”, representa la escena en la catedral de Limoges. 
En 985 los monjes de la abadía de San Marcial de Limoges transfirieron las reliquias de Santa Valeria a una localidad a orillas del río Voueiza, en el departamento de Creuse. Un monasterio fue instalado ahí, a partir del cual nace el burgo de Chambon-sur-Voueize. 
En realidad la leyenda de Santa Valeria habría sido inventada por el monje Adémar de Chabannes (989-1034), quien no dudó en inventarla con ocasión de un consejo eclesiástico para justificar lo que él reportaba acerca de San Marcial, a razón de la gloria del evangelizador de Limousin y de la abadía que le había sido consagrada a este en Limoges, a la cual además pertenecía Adémar de Chabannes. Sus afirmaciones, al igual que otras historias acerca de Santa Valeria, fueron retomadas y amplificadas en el siglo XVII por el padre Bonaventura de San-Amable (c.1610-1691), en cuyas obras se basan todas las biografías laudatorias de San Marcial y Santa Valeria hasta el siglo XIX. 
A comienzos del siglo XX ya se pueden encontrar rectificaciones: “Los historiadores no tendrán dificultad en mostrar lo inverosímil y las incoherencias de las historias de Adémar de Chabannes y de Bonaventura de San-Amable. En cuanto a Santa Valeria, el eminente banquero Charles de Lasteyrie (...) avanzaba la hipótesis de que se habría tratado de una dama de una pujante familia limoyesa que, en una fecha indeterminada y gracias a donaciones importantes efectuadas a la catedral, habría podido obtener el privilegio de ser enterrada junto a San Marcial”.
Las tumbas de la santa y del duque Étienne todavía pueden encontrarse en la cripta de San Marcial, en Limoges. La basílica de Santa Clotilde y Santa Valeria está dedicada a Santa Valeria. Una hermandad de mujeres fue ceada en 2002 para perpetuar el culto de Santa Valeria, cuya mandíbula se conserva en la iglesia Saint-Michel-des-Lions en Limoges. La abadía de Chambon-sur-Voueize conserva el resto del cráneo de Valeria en un relicario de plata del siglo XV, adornado con un collar que porta los escudos de armas de algunos donantes: Carlos V, su esposa Juana de Borbón, el delfín Luis II de Borbón, y Juan I de Borbón.